# Ulfberhtsværd
Ulfberhtsværd er en gruppe germanske sværd fra 800- til 1000-tallet, med en indlagt inskription med +VLFBERHT+ (og variationer). Ordet Ulfberht er et frankisk personnavn, der blev basis for et varemærke af en slags, som blev brugt af adskillige smede i flere århundreder. Der er blevet fundet mellem 100 til 170 Ulfberht-sværd. Det er blev fundet i det meste af Europa, men særligt i Skandinavien.
Sværdene for størstedelens vedkommende et sted mellem vikingesværd og riddersværd. De fleste af klingerne er af type X ifølge Oakeshott-typologien. De blev første gang beskrevet af den norske arkæolog Anders Lorange i 1889.